# Хорасан (ісламське угруповання)
Хорасан — умовна назва ісламського угруповання у Сирії, що має тісні стосунки з Аль-Каїдою. Угруповання є таємною мережею прихильників джихаду із різних країн, метою яких є терористичні атаки в країнах Заходу, зокрема цивільної авіації.
Згідно з даними, наведеними директором Національної Розвідки США Джеймсом Клеппером 18 вересня 2014 року угруповання Хорасан може становити більшу загрозу для безпеки Сполучених Штатів, ніж Ісламська Держава (ІД). Відповідно до даних американського уряду, лідером угруповання є Мусін аль-Фадхлі, котрий належав до близького оточення лідера Аль-Каїди Осами бен Ладена та володів детальною інформацією про терористичні атаки на США 11 вересня 2001 року. Повідомляється також про те, що угруповання зосереджує увагу на вербуванні нових членів у країнах Заходу та залучило до своєї діяльності відомого спеціаліста із виготовлення бомб Ібрагіма аль-Асірі.